# Claude Le Ber
Claude Le Ber   (Mont-Saint-Aignan, 7 de juny de 1931 - Bordeus, 13 de juliol de 2016) fou un ciclista francès professional entre 1954 i 1958. Els seus èxits esportius més destacats els aconseguí a la Volta a Espanya, on guanyà dues etapes el 1956.

## Palmarès
- 1955
  -  Campió de França de persecució
  - Vencedor d'una etapa a la Volta al Marroc
  - Vencedor de 2 etapes al Tour de Luxemburg
- 1956
  - 1r a la París-Limoges
  - Vencedor de 2 etapes a la Volta a Espanya

### Resultats al Tour de França
- 1955. Abandona (3a etapa)
- 1956. 59è de la classificació general
- 1957. Fora de control (1a etapa)

### Resultats al Giro d'Itàlia
- 1957: 73è de la classificació general

### Resultats a la Volta a Espanya
- 1956. Abandona. Vencedor de 2 etapes
- 1958. Abandona